# Aisthesis Verlag
Aisthesis Verlag ist ein 1985 gegründeter literatur- und kulturwissenschaftlicher Fachverlag mit Sitz in Bielefeld.

## Verlagsleitung
Detlev Kopp und Michael Vogt  gründeten den Verlag am 1. September 1985. Beide studierten zunächst in Münster, dann an der Universität Bielefeld und wurden dort Anfang der 1980er Jahre mit literaturwissenschaftlichen Dissertationen zu Christian Dietrich Grabbe promoviert. Detlev Kopp ist Honorarprofessor an der Universität Osnabrück. Nachdem Michael Vogt in den Ruhestand gegangen war, leitet Detlev Kopp seit 2013 den Verlag als alleiniger Geschäftsführer.

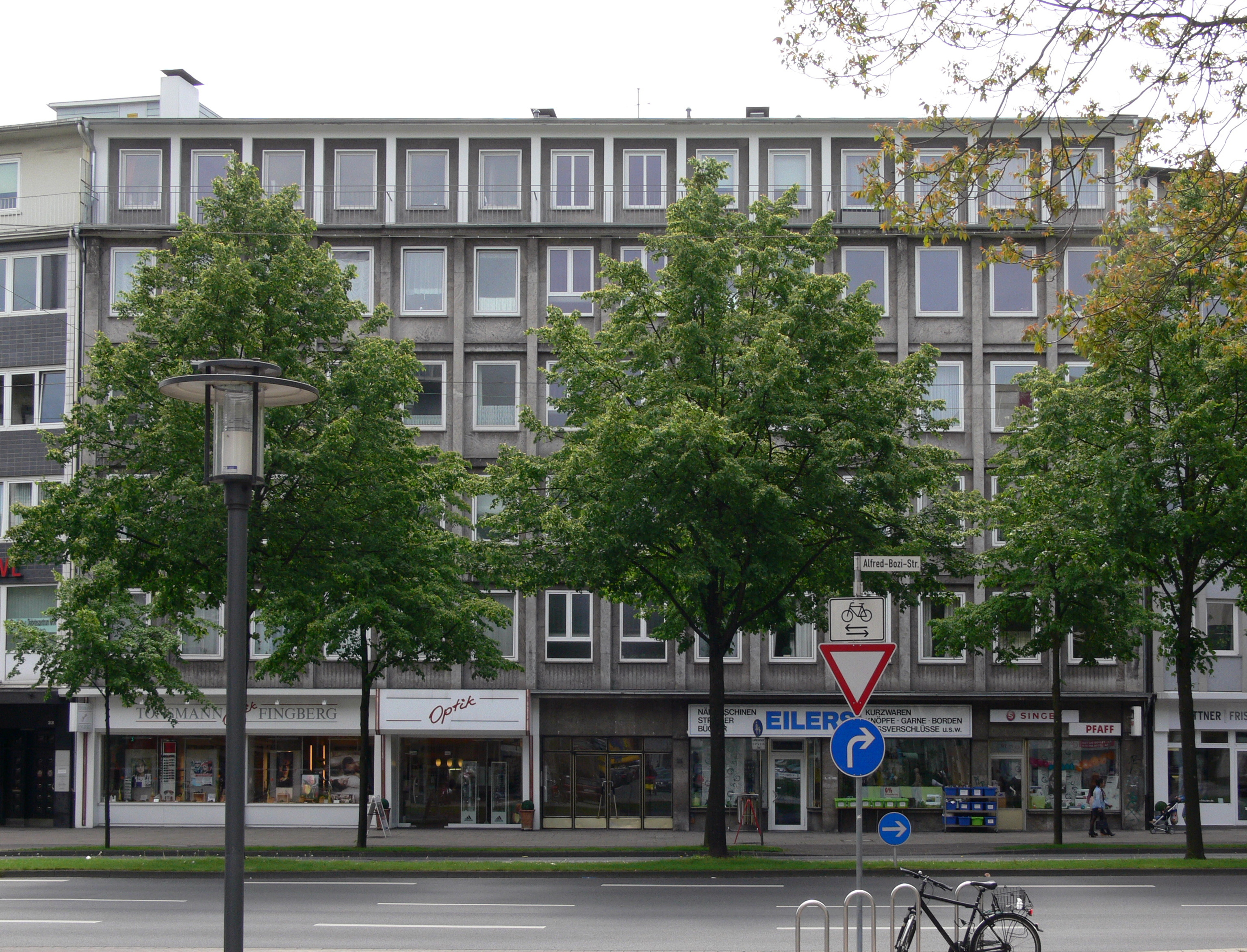
Unternehmenssitz

## Programm
Den Schwerpunkt bilden Publikationen zur Literatur- und Kulturwissenschaft, aber auch die Bereiche Medienwissenschaft, Philosophie, Geschichte, Psychologie und Literatur sind vertreten.
Der Verlag ist im Bereich der Literatur- und Kulturwissenschaften mit verschiedenen Reihen aktiv, z. B. Proskenion – Studien zu Theater und Performance, Philologie und Kulturgeschichte, Moderne-Studien, Postkoloniale Studien in der Germanistik, Kulturen des Komischen, Vormärz-Studien. Eine eigene Sparte bilden gedruckte Bibliographien, u. a. zu Christian Kracht, Heinrich Mann, Daniel Kehlmann. Seit 1992 pflegt der Verlag die Form des Essays mit einer eigenen Reihe. Zudem veröffentlichen die Literaturkommission für Westfalen und die Nyland-Stiftung hier zur westfälischen Literatur; in der Reihe „Nylands Kleine Westfälische Bibliothek“ werden seit 2008 Werkauswahlen wichtiger westfälischer Schriftsteller in Form handlicher Lesebücher ediert. Von 1997 bis 2010 erschienen bei Aisthesis die Mitteilungen des Deutschen Germanistenverbandes, seit 2015 die komparatistischen Periodika Colloquium Helveticum, Komparatistik sowie Medienkomparatistik.
Auf dem Gebiet der Texteditionen bildete 2005 die Ausgabe der Werke und Briefe von Georg Herwegh, besorgt von Ingrid Pepperle, den Startpunkt. Seit 2009 werden die Essays und Publizistik von Heinrich Mann ediert. Die Kritiken und Essays von Max Herrmann-Neiße liegen in 3 Bänden vor. Der Aisthesis Verlag hat die deutschsprachigen Rechte an den Werken von Georg Lukács, hier erscheint auch das Jahrbuch der Internationalen Georg-Lukács-Gesellschaft.
AISTHESIS ARCHIV macht Texte zugänglich, die vergessen oder noch nie zuvor veröffentlicht wurden – darunter mittlerweile mehrere des Autors Wilhelm Speyer. Seit 2014 gibt es das VORMÄRZ ARCHIV, das mit einem Bericht von Georg Weerth über das Kölner Domfest 1848 und dem Briefwechsel zwischen Fanny Lewald und Adolf Stahr startete.
Aisthesis psyche (bis 2012 Edition Sirius) versammelt Beiträge aus dem Umfeld von Psychotherapie, Psychologie und Philosophie. Hier werden Beiträge namhafter Vertreter dieser Richtungen zur Erhaltung und Förderung der körperlichen und seelischen Gesundheit sowie zur Behandlung von im Lebensprozess erlittenen Störungen und Erkrankungen verlegt. Hauptautor ist Hilarion Petzold, Begründer der Integrativen Psychotherapie.
Der Schwerpunkt des Verlagsprogramms liegt in Arbeiten aus dem Bereich der Integrativen Therapie. Die Edition ist aber offen für Beiträge aus allen Psychotherapieschulen. Dementsprechend finden sich in den Publikationen Einflüsse aus Philosophie, Psychologie und Kunst sowie der abendländischen und fernöstlichen Spiritualität.
Der Aisthesis Verlag unterstützt die Kurt-Wolff-Stiftung.